# Michael Moore
Michael Francis Moore (Flint, Michigan, 1954. április 23. –) Oscar-díjas amerikai filmrendező, író. Rendkívüli szókimondással kritizálja a globalizációt, a nagyvállalatokat, a fegyveres erőszakot, az iraki háborút és George W. Bush kormányzását.

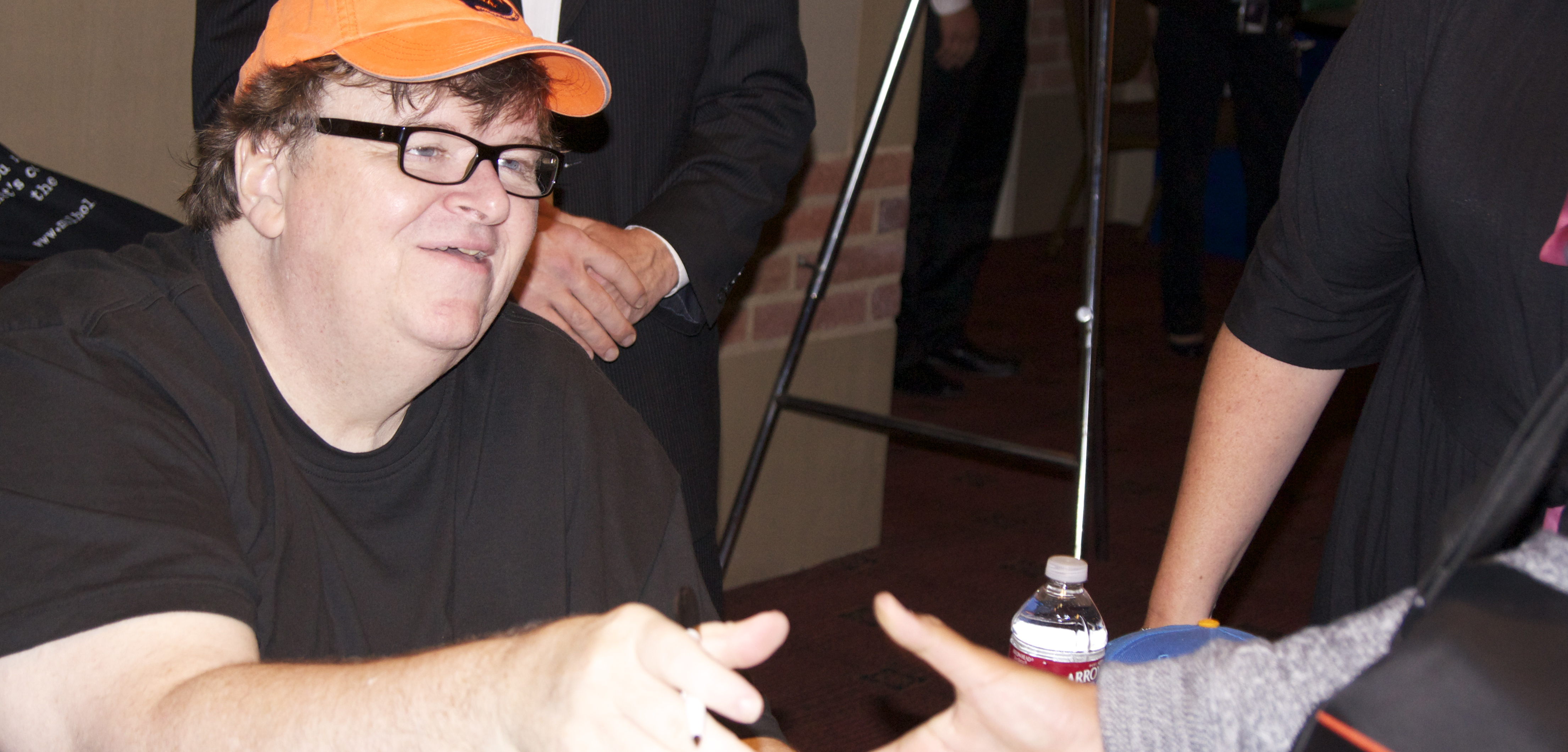
Michael Moore

## Élete
A The Flint Voice munkatársa, majd szerkesztője volt. A The Michigan Voice munkatársa. 1986–1988 között a San Franciscó-i Mother Jones  magazin szerkesztője volt.
Első filmje az 1989-es Roger és én volt, amelyben nemcsak rendező, hanem már író és producer is volt. Első nagy sikerű filmje a 2002-es Kóla, puska, sültkrumpli volt. 2004-ben készítette el a Fahrenheit 9/11-et, amely a 2001. szeptember 11-ei eseményeken alapult. Ez a film minden idők egyik legmagasabb bevételét hozta.

## Magánélete
1991-ben házasságot kötött Kathleen Glynn jelmeztervezővel.

## Filmjei

### Rendezőként
- Roger és én – 1989 (író és producer is)
- Pets or Meat: The Return to Flint – 1992 (író és producer is)
- Two Mikes Don't Make a Wright - 1992 (író és producer is)
- TV Nation - 1994–1995, 1997 (író és producer is)
- Canadian Bacon - Pajzs a résen, avagy a tökéletlen erő – 1995 (író, producer és színész is)
- Hű, de nagy! – 1997 (író is)
- And Justice for All – 1998
- Félelmetes valóság - 1999–2000 (író és producer is)
- Kóla, puska, sültkrumpli (Bowling for Columbine) – 2002 (író és producer is)
- Fahrenheit 9/11 – 2004 (író és producer is)
- Sicko – 2007 (író és producer is)
- Mike kapitány hadjárata - 2007 (író és producer is)
- Kapitalizmus: Szeretem! – 2009 (író és producer is)
- Where to Invade Next – 2015 (író és producer is)
- Michael Moore in TrumpLand – 2016 (író és producer is)
- Fahrenheit 11/9 – 2018 (író és producer is)

### Íróként
- A Brief History of the United States of America - 2002

### Producerként
- Better days - 1998

### Színészként
- Ed TV - 1999
- Telitalálat – 2000
- Yes Men - 2003
- A láz - 2004

## Művei
- Downsize This! Random Threats from an Unarmed America (1996)
- Stupid White Men (2001; magyarul: Hülye fehér ember, Brand Kiadó, 2003)
- Adventures in a TV Nation (Kathleen Glynn-nel, 2002)
- Dude, Where's My Country? (2003)
- Will They Ever Trust Us Again? Letters from the War Zone (2004)
- Mike's Election Guide (2008)
- The Official Fahrenheit 9/11 Reader – a azonos című film könyvváltozata

## Magyarul
- A provokátor. Így lettem botrányhős; ford. Tomori Gábor; Kossuth, Bp., 2012
- Hülye fehér ember. És egyéb sajnálatos adalékok az amerikai nemzet állapotához; ford. Fodor György; Brand, Bp., 2003

## Fontosabb díjak, jelölések

### Cannes-i fesztivál
- 2004 díj: Arany Pálma (Fahrenheit 9/11)
- 2004 díj: FIPRESCI-díj (Fahrenheit 9/11)
- 2002 díj: 55-dik évfordulós díj (Fahrenheit 9/11)
- 2002 jelölés: Arany Pálma (Kóla, puska, sültkrumpli)

### Oscar-díj
- 2008 jelölés: legjobb dokumentumfilm (Sicko)
- 2003 díj: legjobb dokumentumfilm (Kóla, puska, sültkrumpli)

### César-díj
- 2005 jelölés: legjobb idegennyelvű film (Fahrenheit 9/11)
- 2003 díj: legjobb idegennyelvű film (Kóla, puska, sültkrumpli)

### Velencei Nemzetközi Filmfesztivál
- 2009 díj:Kis Arany Oroszlán (Capitalism: A Love Story)
- 2009 díj: Open Prize (Capitalism: A Love Story)
- 2009 jelölés: Arany Oroszlán (Capitalism: A Love Story)

### San Sebastián-i Nemzetközi Filmfesztivál
- 2002 díj: Közönségdíj (Kóla, puska, sültkrumpli)

### Primetime Emmy-díj
- 2001 jelölés: legjobb struktúrálatlan valóságshow (Félelmetes valóság)
- 1999 jelölés: legjobb dokumentum vagy valós történeten alapuló sorozat (Félelmetes valóság)
- 1996 jelölés: legjobb információs sorozat (TV Nation)
- 1995 díj: legjobb információs sorozat (TV Nation)